# Lijst van voetbalinterlands Tsjecho-Slowakije - Zwitserland
Deze lijst van voetbalinterlands is een overzicht van alle officiële voetbalwedstrijden tussen de nationale teams van Tsjecho-Slowakije en Zwitserland. De landen speelden in totaal 27 keer tegen elkaar. De eerste ontmoeting, een wedstrijd bij de Olympische Zomerspelen 1924, werd gespeeld in Parijs (Frankrijk) op 28 mei 1924. Het laatste duel, een vriendschappelijke wedstrijd, vond plaats op 21 augustus 1991 in Praag.

## Wedstrijden
| №  | Plaats     | Datum             | Competitie           | Wedstrijd                       | Uitslag |
| -- | ---------- | ----------------- | -------------------- | ------------------------------- | ------- |
| 1  | Parijs     | 28 mei 1924       | OS 1924              | Tsjecho-Slowakije – Zwitserland | 1 – 1   |
| 2  | Parijs     | 30 mei 1924       | OS 1924              | Tsjecho-Slowakije – Zwitserland | 0 – 1   |
| 3  | Lausanne   | 5 mei 1929        | Vriendschappelijk    | Zwitserland – Tsjecho-Slowakije | 1 – 4   |
| 4  | Praag      | 6 oktober 1929    | Vriendschappelijk    | Tsjecho-Slowakije – Zwitserland | 5 – 0   |
| 5  | Praag      | 13 juni 1931      | Vriendschappelijk    | Tsjecho-Slowakije – Zwitserland | 7 – 3   |
| 6  | Zürich     | 5 mei 1929        | Vriendschappelijk    | Zwitserland – Tsjecho-Slowakije | 5 – 1   |
| 7  | Turijn     | 31 mei 1934       | WK 1934              | Tsjecho-Slowakije – Zwitserland | 3 – 2   |
| 8  | Genève     | 14 oktober 1934   | Vriendschappelijk    | Zwitserland – Tsjecho-Slowakije | 2 – 2   |
| 9  | Praag      | 17 maart 1935     | Vriendschappelijk    | Tsjecho-Slowakije – Zwitserland | 3 – 1   |
| 10 | Praag      | 21 februari 1937  | Vriendschappelijk    | Tsjecho-Slowakije – Zwitserland | 5 – 3   |
| 11 | Bazel      | 3 april 1938      | Vriendschappelijk    | Zwitserland – Tsjecho-Slowakije | 4 – 0   |
| 12 | Praag      | 14 september 1946 | Vriendschappelijk    | Tsjecho-Slowakije – Zwitserland | 3 – 2   |
| 13 | Bazel      | 10 oktober 1948   | Vriendschappelijk    | Zwitserland – Tsjecho-Slowakije | 1 – 1   |
| 14 | Praag      | 20 september 1953 | Vriendschappelijk    | Tsjecho-Slowakije – Zwitserland | 5 – 0   |
| 15 | Genève     | 10 mei 1956       | Vriendschappelijk    | Zwitserland – Tsjecho-Slowakije | 1 – 6   |
| 16 | Bratislava | 20 september 1958 | Vriendschappelijk    | Tsjecho-Slowakije – Zwitserland | 2 – 1   |
| 17 | Bazel      | 3 mei 1967        | Vriendschappelijk    | Zwitserland – Tsjecho-Slowakije | 1 – 2   |
| 18 | Brno       | 24 september 1975 | Vriendschappelijk    | Tsjecho-Slowakije – Zwitserland | 1 – 1   |
| 19 | Bazel      | 24 mei 1977       | Vriendschappelijk    | Zwitserland – Tsjecho-Slowakije | 1 – 0   |
| 20 | Bazel      | 26 maart 1980     | Vriendschappelijk    | Zwitserland – Tsjecho-Slowakije | 2 – 0   |
| 21 | Bratislava | 24 maart 1981     | Vriendschappelijk    | Tsjecho-Slowakije – Zwitserland | 0 – 1   |
| 22 | Neuchâtel  | 7 september 1983  | Vriendschappelijk    | Zwitserland – Tsjecho-Slowakije | 0 – 0   |
| 23 | Sion       | 27 maart 1985     | Vriendschappelijk    | Zwitserland – Tsjecho-Slowakije | 2 – 0   |
| 24 | Bellinzona | 25 maart 1987     | Vriendschappelijk    | Zwitserland – Tsjecho-Slowakije | 1 – 2   |
| 25 | Bern       | 7 juni 1989       | WK 1990 kwalificatie | Zwitserland – Tsjecho-Slowakije | 0 – 1   |
| 26 | Praag      | 25 oktober 1989   | WK 1990 kwalificatie | Tsjecho-Slowakije – Zwitserland | 3 – 0   |
| 27 | Praag      | 21 augustus 1991  | Vriendschappelijk    | Tsjecho-Slowakije – Zwitserland | 1 – 1   |

## Samenvatting
| Competitie        | Totaal gespeeld | Winst Tsjecho-Slowakije | Gelijk | Winst Zwitserland | Doelsaldo Tsjecho-Slowakije – Zwitserland |
| ----------------- | --------------- | ----------------------- | ------ | ----------------- | ----------------------------------------- |
| WK-eindronde      | 1               | 1                       | 0      | 0                 | 3 − 2                                     |
| WK-kwalificatie   | 2               | 2                       | 0      | 0                 | 4 − 0                                     |
| Olympische Spelen | 2               | 0                       | 1      | 1                 | 1 − 2                                     |
| Vriendschappelijk | 22              | 11                      | 5      | 6                 | 50 − 34                                   |
| Totaal            | 27              | 14                      | 6      | 7                 | 58 − 38                                   |

## Details

### Eerste ontmoeting
| OS 1924 (Parijs, Frankrijk, 28 mei 1924): |                | |
| Tsjecho-Slowakije | 1 – 1          | Zwitserland |
| Rudolf Sloup 21' (pen.) | goals          | 79' Walter Dietrich |
| Jaroslav Bezecný | bondscoach(es) | Jimmy Hogan Teddy Duckworth Dori Kürschner |
| Josef Sloup Antonin Hojer Emil Seifert František Kolenatý Karel Pešek Jaroslav Červený Josef Sedláček Rudolf Sloup Josef Čapek Jaroslav Vlček Josef Jelínek | opstellingen   | Hans Pulver Adolphe Reymond Rudolf Ramseyer August Oberhauser Paul Schmiedlin Aaron Pollitz Karl Ehrenbolger Paolo Sturzenegger Max Abegglen Félix Bédouret Walter Dietrich |
| - Josef Čapek (Tsjecho-Slowakije) werd in de 76ste minuut van het veld gestuurd door de Noorse scheidsrechter Per Andersen.                                 |                | |

### Tweede ontmoeting
| OS 1924 (Parijs, Frankrijk, 30 mei 1924): |                | |
| Tsjecho-Slowakije | 0 – 1          | Zwitserland |
| | goals          | 87' Robert Pache |
| Jaroslav Bezecný | bondscoach(es) | Jimmy Hogan Teddy Duckworth Dori Kürschner |
| František Hochmann Antonin Hojer František Hojer František Kolenatý Karel Pešek Paul Mahrer Josef Sedláček Josef Novák Jan Novák Otto Novák Josef Jelínek | opstellingen   | Hans Pulver Adolphe Reymond Rudolf Ramseyer August Oberhauser Adolf Mengotti Aaron Pollitz Edmond Kramer Paolo Sturzenegger Max Abegglen Robert Pache Paul Fässler |

### Twintigste ontmoeting
| Vriendschappelijk (Bazel, Zwitserland, 26 maart 1980):                                                                                |       |                   |
| Zwitserland | 2 – 0 | Tsjecho-Slowakije |
| Claudio Sulser 39' (pen.) Umberto Barberis 61'                                                                                        | goals |                   |
| - Debuut van Gérald Coutaz (Servette FC) voor Zwitserland. - Debuut van Stanislav Strapek (Lokomotiva Košice) voor Tsjecho-Slowakije. |       |                   |

### 21ste ontmoeting
| Vriendschappelijk (Bratislava, Tsjecho-Slowakije, 24 maart 1981): |              | |
| Tsjecho-Slowakije | 0 – 1        | Zwitserland |
| | goals        | 66' (pen.) René Botteron |
| Jozef Vengloš | bondscoach   | Paul Wolfisberg |
| Zdeněk Hruška František Jakubec Ladislav Jurkemik Luděk Macela Jozef Barmoš Petr Janečka 46' Ján Kozák Přemysl Bičovský Zdeněk Nehoda Ladislav Vízek Marián Masný                    | opstellingen | Erich Burgener Gianpietro Zappa Herbert Hermann André Egli Heinz Hermann 63' Roger Wehrli René Botteron Umberto Barberis Fredy Scheiwiler 75' Claudio Sulser 61' Rudolf Elsener |
| Petr Němec 46' | wissels      | 61' Hans-Peter Zwicker 63' Erni Maissen 75' Hans-Jörg Pfister |
| Zdeněk Nehoda 48' Ján Kozák 49' Luděk Macela 64' | gele kaarten | 10' André Egli 31' Roger Wehrli |
| - Debuut van František Jakubec (TJ Bohemians) en Petr Němec (Banik Ostrava) voor Tsjecho-Slowakije. - Eerste interland van Zwitserland onder leiding van bondscoach Paul Wolfisberg. |              | |

### 22ste ontmoeting
| Vriendschappelijk (Neuchâtel, Zwitserland, 7 september 1983):                                                    |       |                   |
| Zwitserland | 0 – 0 | Tsjecho-Slowakije |
| | goals |                   |
| - Debuut van Philippe Perret en Beat Sutter voor Zwitserland. - Debuut van Ivo Knoflíček voor Tsjecho-Slowakije. |       |                   |

### 24ste ontmoeting
| Vriendschappelijk (Bellinzona, Zwitserland, 25 maart 1987): |       |                                 |
| Zwitserland                                                 | 1 – 2 | Tsjecho-Slowakije               |
| Heinz Hermann 11'                                           | goals | 75' Luboš Kubík 80' Luboš Kubík |

### 25ste ontmoeting
| WK 1990 kwalificatie (Bern, Zwitserland, 7 juni 1989): |              | |
| Zwitserland | 0 – 1        | Tsjecho-Slowakije |
| | goals        | 22' Tomáš Skuhravý |
| Paul Wolfisberg | bondscoach   | Jozef Vengloš |
| Martin Brunner Marcel Koller Stefan Marini Peter Schepull Martin Weber Heinz Hermann René Sutter 58' Alain Geiger Alain Sutter Beat Sutter 72' André Halter | opstellingen | Jan Stejskal Ján Kocian Július Bielik Miroslav Kadlec František Straka Ivan Hašek 82' Jozef Chovanec Ľubomír Moravčík Michal Bílek Stanislav Griga 56' Tomáš Skuhravý |
| Kubilay Türkyilmaz 58' Dario Zuffi 72' | wissels      | 56' Václav Daněk 82' Václav Němeček |
| René Sutter 51' Heinz Hermann 60' André Halter 85' | gele kaarten | 48' František Straka |
| - Debuut van Peter Schepull (FC Wettingen) en René Sutter (BSC Young Boys) voor Zwitserland. - Zwitserland onder leiding van interim-coach Paul Wolfisberg. |              | |